# Siège de Tarragone (1813)
Pour les articles homonymes, voir Siège de Tarragone.
Guerre d'indépendance espagnole
Batailles
- Valls (1re)
- 2e Molins de Rei (03-1809) (ca)
- Gérone
- Alcañiz
- María-Belchite
- Mollet
- Vich
- Villafranca (2e)
- Lérida
- Mequinenza
- La Bisbal
- Tortose
- Valls (2e)
- Tarragone (1er)
- Montserrat
- Sagonte
- Valence
- Castalla (1er)
- Castalla (2e)
- Tarragone (2e)
- Ordal

Le siège de Tarragone est une tentative britannique de reprendre aux Français la ville de Tarragone, sur la côte de Catalogne, pendant la guerre d'indépendance espagnole. Le corps expéditionnaire commandé par le général John Murray ne parvient pas à s'emparer de la ville et doit rembarquer dans la précipitation à l'arrivée de l'armée d'Aragon venue secourir la place.

## Contexte
Le 22 mai 1813, le marquis de Wellington entame la campagne de Vitoria. Pour isoler les armées directement sous les ordres du roi Joseph, des instructions sont données à l'ensemble des forces britannique en Espagne de lancer une offensive générale. Dès avril, une offensive terrestre anglo-espagnole sous la direction du général Murray est repoussée à Yecla et Castalla.
En mai, les Anglo-Espagnols réunissent une flotte à Alicante et s'embarquent le 31.

## Forces en présence
La garnison française est constituée de 1 600 hommes issus du 20e régiment d'infanterie de ligne, du 7e régiment italien d'infanterie de ligne, d'une compagnie d’auxiliaires espagnols, de deux compagnies d'artilleurs et de marins. Le général de brigade Antoine Marc Augustin Bertoletti commande la place.
Le corps expéditionnaire anglo-sicilo-espagnol est fort de 15 000 à 16 000  hommes, dont environ 5 500 issus de la 1re armée espagnole du général Francisco Copons y Navia. L'armée dispose d'un parc de siège d'au moins 18 pièces lourdes. L'ensemble est placé sous le commandement du général John Murray.

## Déroulement
Les Anglais commencent par s'assurer du fort du col de Balaguer (ca) pour empêcher l'armée d'Aragon stationnée autour de Valence de se porter au secours de la place par la voie directe.
Le 2 juin, les travaux du siège commencent mais les fortifications ont été réparées depuis le siège de 1811, et le général Bertoletti ne se laisse pas impressionner par les préparatifs d'assaut des assiégeants qui cherchent à obtenir la reddition de la place. Les Alliés bombardent alors la ville et, le 10 juin, disposent de 25 pièces en batterie.
Dès l'annonce du débarquement, le maréchal Suchet, commandant l'armée d'Aragon, remonte du sud, via Tortose avec les 7 000 hommes de la division Musnier et alerte le général Mathieu à Barcelone à la tête de l'armée de Catalogne. Celui-ci se met en route à la tête de 8 000 hommes.
Instruit de la double tentative de secours, et bien que chacune de ces armées soit nettement plus faible que la sienne, le général Murray panique lorsqu'il apprend que les Espagnols du général Copons se replient devant l'armée de Catalogne. Le 12 juin, il transmet le commandement à lord Bentinck et s'embarque. Son successeur dirige l'évacuation des troupes britanniques qui doivent abandonner dix-huit pièces de gros calibres et une grande partie de leur matériel. Lorsque l'armée d'Aragon arrive au niveau du col de Balaguer, le 14 juin, c'est pour constater que les troupes anglo-siciliennes se sont déjà rembarquées et que la flotte est prête à appareiller.

## Conséquences
Les pertes humaines sont assez faibles des deux côtés, mais les Anglais perdent dans l'opération toute leur artillerie lourde et une grande quantité de matériel. Peu après avoir appareillé, la flotte anglaise subit une importante tempête qui jette plusieurs transports à la côte où les survivants sont capturés.